# Glyphonyx tamurai
Glyphonyx tamurai là một loài bọ cánh cứng trong họ Elateridae. Loài này được Kishii miêu tả khoa học năm 1985.